# Hinojares
Hinojares ist ein Dorf und eine Gemeinde (municipio) mit insgesamt 343 Einwohnern (Stand: 2024) im Süden der Provinz Jaén in der autonomen Region Andalusien. Neben dem Hauptort Hinojares gehört die Ortschaft Cuenca zur Gemeinde.

## Lage
Hinojares liegt teilweise im Naturpark Sierras de Cazorla, Segura y Las Villas in einer Höhe von ca. 670 m. Die Entfernung zur Provinzhauptstadt Jaén beträgt knapp 85 km (Fahrtstrecke) in westsüdwestlicher Richtung. Das Klima im Winter ist gemäßigt, im Sommer dagegen warm bis heiß; die relativ geringen Niederschlagsmengen fallen – mit Ausnahme der nahezu regenlosen Sommermonate – verteilt übers ganze Jahr.

## Bevölkerungsentwicklung
| Jahr      | 1970  | 1980 | 1990 | 2000 | 2010 | 2020 |
| Einwohner | 1.032 | 818  | 617  | 449  | 436  | 363  |

## Sehenswürdigkeiten
- Markuskirche (Iglesia de San Marcos)